# Brigantiaea lordhowensis
Brigantiaea lordhowensis är en lavart som beskrevs av Elix. Brigantiaea lordhowensis ingår i släktet Brigantiaea och familjen Brigantiaeaceae.   Inga underarter finns listade i Catalogue of Life.